# Karyès
Pour l’article homonyme, voir Karyes (Laconie).
Karyès (en grec moderne : Καρυές, parfois francisée par erreur en « Carée ») est le chef-lieu administratif de la communauté monastique du mont Athos en Grèce.

## Présentation

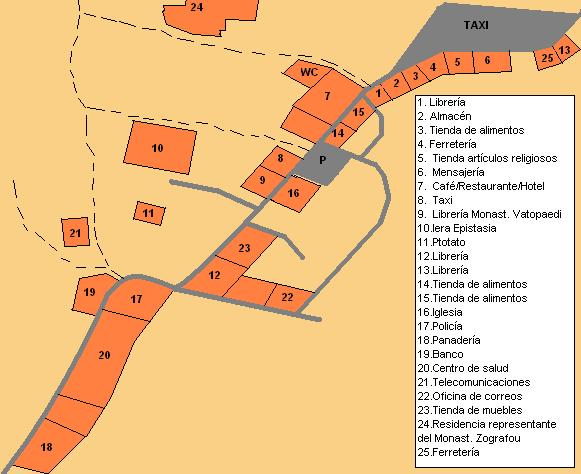
Plan de Karyes

Au recensement grec de 2001, la cité comptait 233 habitants laïcs (les moines, en nombre variable, ne sont pas soumis au recensement). Le village comptait 163 habitants en 2011. Il s'agit d'artisans, horticulteurs, techniciens, gestionnaires et administrateurs au service de la communauté monastique. Karyès est la seule localité de Grèce où, conformément à l'abaton qui prime sur les lois laïques, il n'y a aucune femme et où les seules créatures femelles domestiques autorisées sont les poules (pour les œufs) et les chattes (pour la chasse aux rongeurs). Située à l'intérieur des terres, Karyès est reliée aux monastères par des sentiers pédestres et muletiers, au portail de Frangokastello distant de 20 km par une route carrossable pour les livraisons, et par une ligne régulière de minicars au port de Dafni distant de 5 km, où arrivent les navettes maritimes quotidiennes amenant les visiteurs, qui le relient en deux heures de navigation à Ouranoúpoli en Chalcidique, située environ 25 km plus au nord.

## Histoire
Karyès s’est développée progressivement à partir des cabanes des charretiers et des artisans qui venaient livrer la communauté ou travailler au service des monastères.
En 1282, l'empereur byzantin Michel VIII Paléologue, menacé d'une nouvelle croisade par le pape Urbain IV et par Charles Ier d'Anjou, désamorce leurs ambitions en proposant une réunion des Églises d'Orient et d'Occident au concile de Lyon, mais la communauté de l'Athos s'y oppose, et, à la demande de l'empereur, une troupe de Croisés « latins » de retour du Proche-Orient attaque « La Carrée », se saisit du Protos, le cloue sur la porte du Protaton et tue des dizaines d'autres moines. Depuis, tous sont commémorés ensemble comme martyrs par l'Église orthodoxe le 5 décembre (pour le calendrier julien et pour le calendrier grégorien).

## Patrimoine

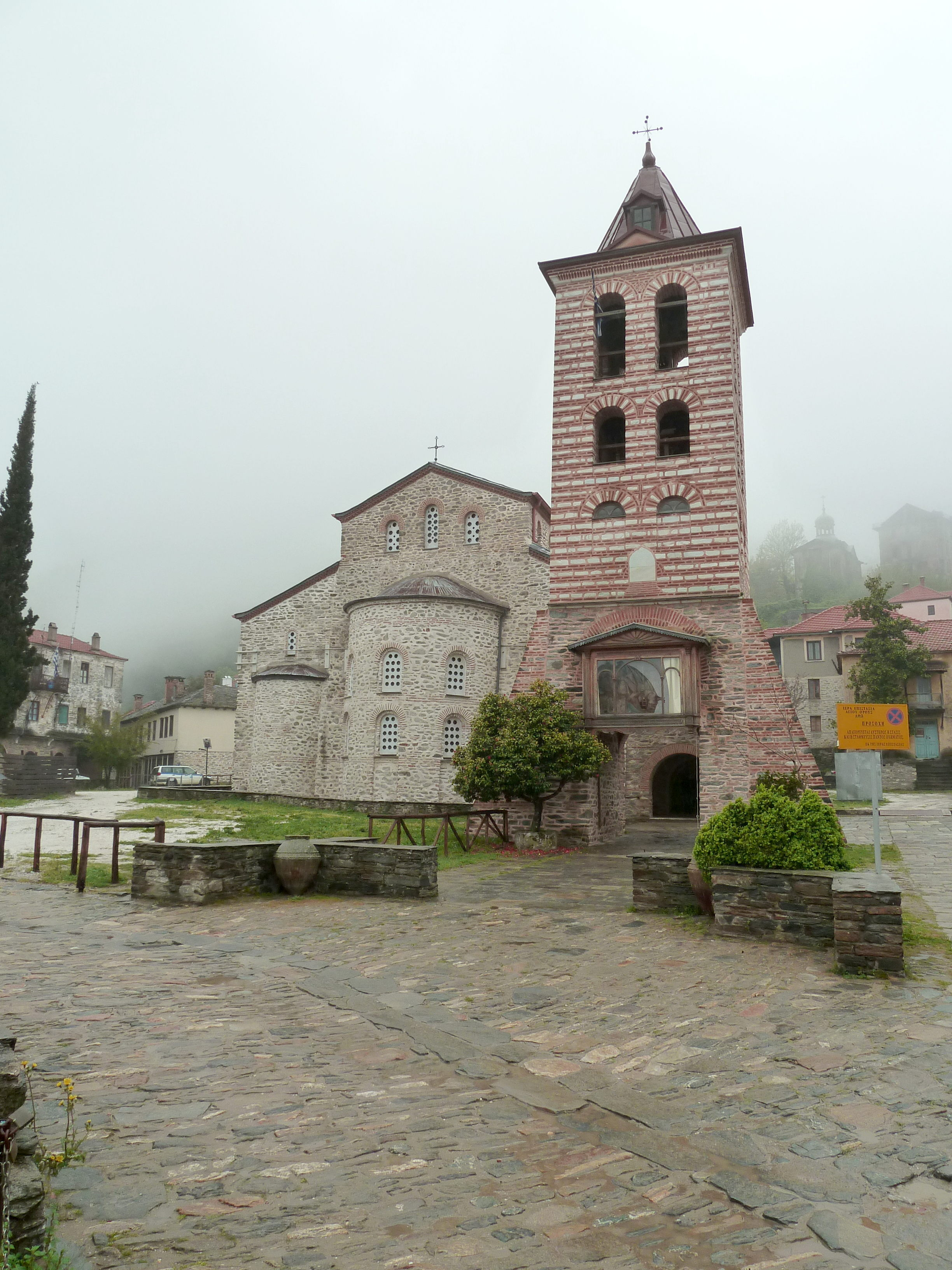
Le Protaton.

Le Protaton est l'église du Protos qui préside la Sainte Épistasie de la communauté monastique, organe exécutif sis à Karyès. Chaque monastère (excepté le Monastère de Koutloumousiou qui se trouve à moins de 500 mètres au sud du bourg) dispose d'une cellule pour le moine chargé de le représenter à la Sainte Épistasie. Le Protaton est consacré à la Théotokos (la « Mère de Dieu »). L'icône de la Vierge Axion Estí (« la méritante ») y est conservée. Elle ne sort qu'exceptionnellement du Protaton, par exemple le 14 octobre 2012 lorsqu'elle a été placée à l'église Saint-Dimitri de Thessalonique à l'occasion du 100e anniversaire du rattachement de la ville de Thessalonique à la Grèce.

### Sources et bibliographie
- E. Lamerand, « La légende de l'ΑΞΙΟΝ ΕΣΤΙΝ », Échos d'Orient, t. 2, no 5,‎ 1899, p. 227-230. (lire en ligne)
- G. Poulos, « L'icône miraculeuse "Axion Esti" », sur stmaterne.blogspot.fr, 11 juin 2007 (consulté le 29 octobre 2012)
- Stavros Tzimasw, « L'icône de la dernière chance », Courrier international, no 1147,‎ 25 octobre 2012, p. 35 (ISSN 1154-516X)